# Deutsche Gesellschaft für Neuropathologie und Neuroanatomie
Die Deutsche Gesellschaft für Neuropathologie und Neuroanatomie (DGNR) ist eine wissenschaftliche Fachgesellschaft, die das Gebiet der Neuropathologie in Forschung, Wissenschaft und Lehre vertritt. Sie ist Mitglied der Arbeitsgemeinschaft der Wissenschaftlichen Medizinischen Fachgesellschaften (AWMF).

## Ziele
Vereinsziel ist laut Satzung die Förderung der wissenschaftlichen und ärztlichen Belange der Neuropathologie und Neuroanatomie mit dem Bestreben, der Erforschung und Abwehr insbesondere von Krankheiten des Nervensystems und der Muskulatur sowie den Neurowissenschaften im weitesten Sinne zu dienen.

## Aktivitäten
Die Ziele der Gesellschaft sollen laut Satzung erreicht werden durch:
- Tagungen und Fortbildungsveranstaltungen
- Zusammenarbeit insbesondere mit Neurochirurgie, Neuroradiologie, Neurologie und Psychiatrie, Neuropädiatrie, Pathologie sowie mit den experimentellen Neurowissenschaften.

## Veranstaltungen
Die Gesellschaft führt Jahrestagungen durch und verweist auf ihrer Website auf aktuelle Veranstaltungen ihres Fachgebietes.

## Medizinische Leitlinien
Die DGNN beteiligt sich am AWMF-Leitlinienprogramm. In diesem Rahmen werden medizinische Leitlinien in Beteiligung an Leitlinien anderer Fachgesellschaften entwickelt.

## Ehrungen
Die DGNN verleiht folgende Ehrungen für besondere Leistungen im Fachgebiet:
- Theodor-Schwann-Preis für einen herausragenden Beitrag bei der DGNN-Jahrestagung zum Thema neuromuskuläre Erkrankungen.
- Alfons Maria Jakob – Medaille für Verdienste um das Fach Neuropathologie.
- Werner-Rosenthal-Preis für den wissenschaftlichen Nachwuchs der Fachgesellschaft

## Geschichte
Die DGNR wurde 1950 gegründet. Seit 1969 ist die Gesellschaft Mitglied der AWMF.